# Vitějovice (tvrz)
Vitějovice jsou téměř beze zbytku zaniklá tvrz nebo hrad ve stejnojmenné vesnici v okrese Prachatice. Její zbytky se nacházejí jižně od kostela na pozemku zemědělské usedlosti a od roku 1963 jsou chráněny jako kulturní památka.

## Historie
Neznáme žádné písemné prameny ani archeologické nálezy, které by se k panskému sídlu ve vsi vztahovaly. Není jisté jeho stáří, ale přímé zapojení v půdorysu vesnice naznačuje středověký původ a rozsahem odpovídá hradům. Tomáš Durdík uvádí hypotézu, že by mohlo jít o sídlo šlechticů, kteří vesnici vlastnili po poboření královského hradu na Osuli. Mohl to být Bruno z Vitějovic zmiňovaný v roce 1298 nebo bratři Přibík, Racek a Vernéř uvádění v roce 1312. V tomto případě je pravděpodobné, že sídlo zaniklo po roce 1317, kdy Vitějovice získal Bavor II. ze Strakonic nebo nejpozději po roce 1344, kdy panství připadlo Rožmberkům.

## Stavební podoba
Opevněná plocha se nacházela na okraji terénní hrany oddělené od zbytku plošiny valem a příkopem, ze kterých se dochovala jen malá část na pozemku usedlosti čp. 2.